# Riveraplatte

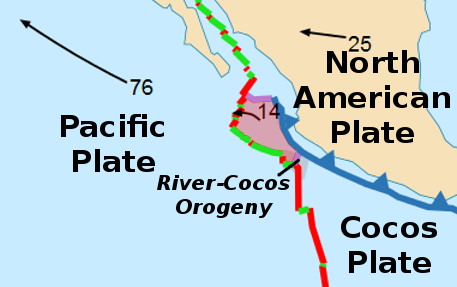
Lage der Riveraplatte unter dem Pazifik

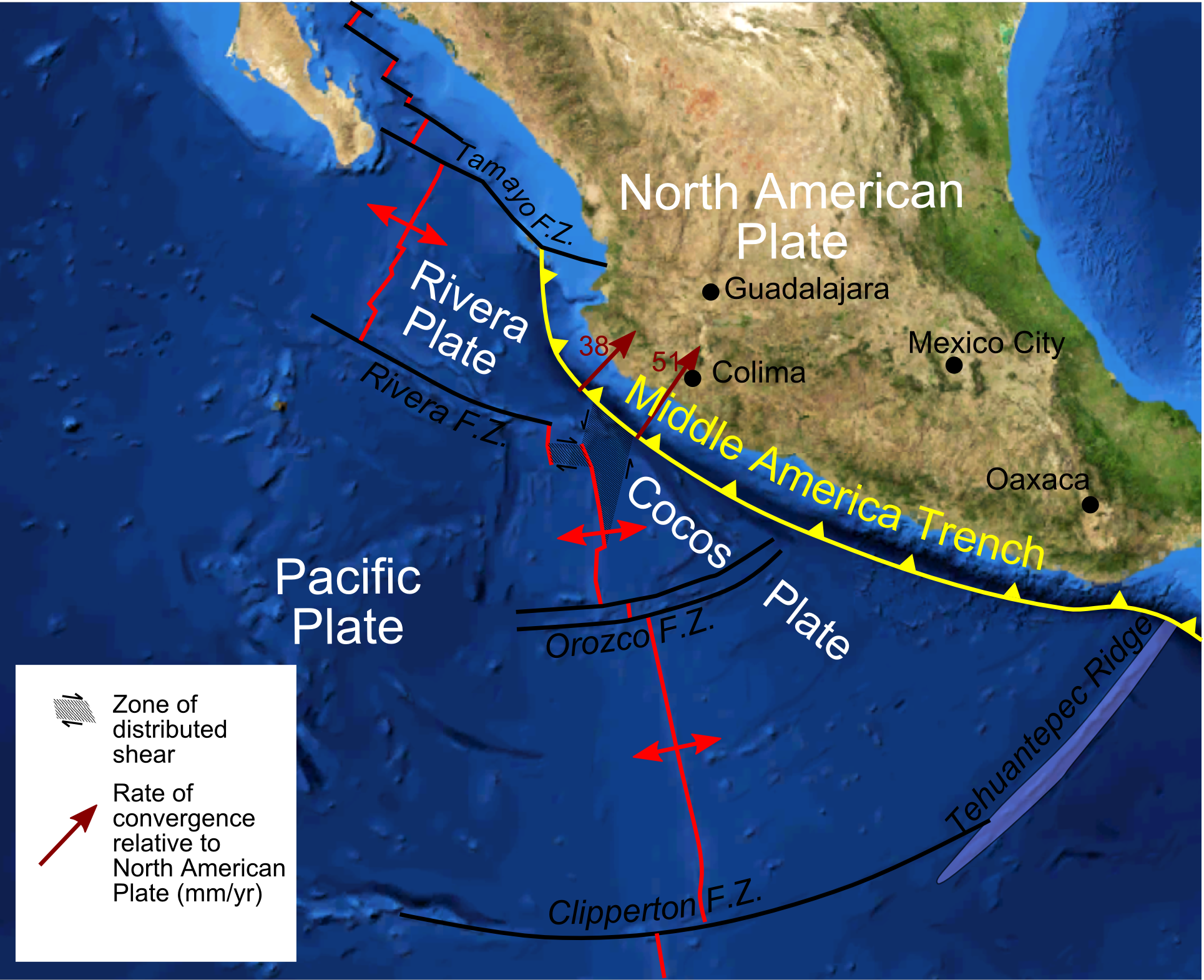
Tektonik: Pazifik vor der Westküste Mexikos

Die Riveraplatte ist eine tektonische Platte, die unter dem Pazifischen Ozean zwischen der Südspitze von Niederkalifornien (Baja California) und der Westküste Mexikos liegt. Mit etwa 730.000 km² Fläche gehört sie zu den Mikroplatten.

## Beschreibung
Die Riveraplatte befindet sich am Ostrand des Pazifischen Ozeans zwischen der Nordamerikanischen Platte im Norden bis Osten, der Cocosplatte im Südosten und der Pazifischen Platte im Südwesten bis Westen.
Die Existenz der Platte wurde erstmals im Jahr 1970 von Tanya Atwater vorgeschlagen. Ihre kinematische Eigenständigkeit gegenüber den sie umgebenden Platten konnte anschließend von mehreren Autoren bestätigt werden.
Die aus ozeanischer Lithosphäre bestehende Platte bedeckt eine Fläche von 730.000 Quadratkilometer bzw. 0,00249 Steradiant. Ihr Euler-Rotationspol wird von Bird (2003) mit 26,7° N und 105,2° W angegeben, um den die Platte mit 4,6923 °/Ma (mit der Pazifischen Platte als Referenz) rotiert.
Die Platte entsteht am Riverarücken, einer nordwestlichen Fortsetzung des Ostpazifischen Rückens. Der Meeresrücken grenzt die Mikroplatte gegen Nordwesten von der Pazifischen Platte ab. Die Rivera-Transformzone – eine Transformstörung, entlang derer der Ostpazifikrücken nach Nordwesten versetzt wird, – bildet ihre Südwestgrenze. Im Südosten stößt sie entlang einer diffusen Deformationszone an die Cocosplatte. Im Nordosten trifft sie auf den Mittelamerikagraben, in dem sie unter die Nordamerikanische Platte subduziert wird, sowie auf die Tamayo-Bruchzone, eine weitere Deformationszone, die sie vom Golf von Kalifornien abtrennt.
Es wird angenommen, dass sich die Riveraplatte spätestens zu Beginn des Pliozäns vor 5 Millionen Jahren von der Cocosplatte getrennt hat. Ihr Bewegungssinn richtet sich nach Nordwesten bei einer Geschwindigkeit von 14 Millimeter/Jahr – wesentlich langsamer als die Pazifische Platte, die sich mit 76 Millimeter/Jahr in die gleiche Richtung bewegt und auch langsamer als das mexikanische Festland, das mit 25 Millimeter/Jahr demselben Trend folgt.
Die Riveraplatte stellt zusammen mit der Cocosplatte, der Nazcaplatte, der Juan-de-Fuca-Platte, der Explorer-Platte und der Gordaplatte ein Überbleibsel aus dem Zerfall der Farallon-Platte dar, welche ab dem Jura fast gänzlich unter den nordamerikanischen und südamerikanischen Kontinent subduziert wurde.

## Subduktion
Anhand seismischer Tomographie konnte ermittelt werden, dass die Riveraplatte mit einem Einfallswinkel von 40° unter den Forearc des Mittelamerikagrabens eintaucht und sich dann unterhalb der Sierra Volcánica Transversal auf 70° versteilt. Die subduzierte ozeanische Kruste ist hier rund 9 Millionen Jahre alt und stammt somit aus dem späten Miozän (Tortonium).

## Erdbeben
Die Subduktion der Riveraplatte erfolgt keineswegs aseismisch, sondern ist verantwortlich für sehr zerstörerische Erdbeben in Mexiko, darunter das stärkste Beben des 20. Jahrhunderts in Mexiko am 3. Juni 1932 im Bundesstaat Jalisco. Das Beben erreichte eine Magnitude von 8,2 mit einem Nachbeben von 7,8. Beide Beben forderten zahlreiche Todesopfer und verursachten große Zerstörungen. Am 9. Oktober 1995 ereignete sich unter Jalisco ein Beben der Stärke 7,6, das ebenfalls viele Opfer forderte und große Sachschäden zurückließ. Auch im 21. Jahrhundert setzte sich die Erdbebenserie fort, so ereignete sich am 24. Januar 2003 ein Beben mit der Magnitude 7,8 bei Colima.